# Amatori Wasken Lodi 2014-2015
Questa voce raccoglie le informazioni riguardanti l'Amatori Wasken Lodi nelle competizioni ufficiali della stagione 2014-2015.

## Maglie e sponsor
Lo sponsor tecnico per la stagione 2014-2015 fu Joma, mentre lo sponsor ufficiale fu Banca Popolare di Lodi.
| 1ª divisa | 2ª divisa |

## Organigramma societario
- Presidente: Roberto Citterio
- Vicepresidente: Vittorio Codeluppi
- Direttore generale: Federico Mazzola
- Segretario: Alessandro Folli
- Addetto stampa: Massimo Stella

## Organico

### Giocatori
| N° | Naz.              | Ruolo | Sportivo              |  |  |  |
| -- | ----------------- | ----- | --------------------- |  |  |  |
| 1  | Italia (bandiera) | P     | Albert Lanthaler      |  |  |  |
| 5  | Italia (bandiera) | E     | Riccardo Bernabé      |  |  |  |
| 6  | Italia (bandiera) | E     | Andrea Malagoli       |  |  |  |
| 9  | Italia (bandiera) | E     | Domenico Illuzzi      |  |  |  |
| 23 | Italia (bandiera) | E     | Paolo Trento          |  |  |  |
| 54 | Spagna (bandiera) | P     | Adrià Català          |  |  |  |
| 57 | Italia (bandiera) | E     | Francesco Rossi       |  |  |  |
| 88 | Italia (bandiera) | E     | Francesco De Rinaldis |  |  |  |
| 99 | Italia (bandiera) | E     | Matteo Brusa          |  |  |  |

### Staff tecnico
- Allenatore:  Aldo Belli
- Allenatore in seconda:  Rinaldo Uggeri
- Preparatore atletico:  Giorgio Granati, poi  Daniele Cella